# Bobrowniki (Cuiavia-Pomerania)
Bobrowniki è un comune rurale polacco del distretto di Lipno, nel voivodato della Cuiavia-Pomerania.
Ricopre una superficie di 95,55 km² e nel 2005 contava 3785 abitanti.